# Soponica, Kaçanik
Soponica (albanska: Soponica, serbiska: Sopotnica) är en by i Kosovo. Den ligger i kommunen Kaçanik. Enligt den senaste folkräkningen år 2011 fanns det 1 152 invånare.

## Demografi
| Demografi | 2011 |
| --------- | ---- |
| albaner   | 1152 |